# Günther Götze
Günther Götze (* 21. Februar 1926 in Dresden; † 10. November 2003 in Potsdam) war ein deutscher Schauspieler.

## Leben
Günther Götze (auch Günter Götze) studierte unmittelbar nach dem Zweiten Weltkrieg an der Dresdner Hochschule für Musik und Theater, wo er auch seine Frau kennenlernte. Anfang der 1950er Jahre standen sie gemeinsam am Potsdamer Hans Otto Theater in Anton Tschechows Der Heiratsantrag auf der Bühne. Für die DEFA und für das Fernsehen der DDR stand er häufig vor der Kamera. Für das Fernsehen wirkte er auch bei mehreren Serien als Regieassistent.
Nach der Wende reiste er gemeinsam mit Frau und Tochter durch die gesamte Bundesrepublik, so auch mit den gemeinsamen Tucholsky-Revuen, den Otto-Reutter-Abenden und dem literarischen Kabarett, mit denen sich die „Götze-Gang“ besonders in Berlin eine große Fangemeinde schuf.
Günther Götze heiratete 1951 die Schauspielerin Rosemarie Herzog (1926–2011), mit der er eine gemeinsame Tochter hatte, die Schauspielerin Gela Götze (1957–2007). Er verstarb 2003 in Potsdam im Alter von 77 Jahren.

## Filmografie
- 1958: Der junge Engländer
- 1961: Italienisches Capriccio
- 1967: Die Fahne von Kriwoj Rog
- 1971: Der kleine und der große Klaus (Fernsehfilm)
- 1977: Ernst Schneller (Fernseh-Zweiteiler)
- 1980: Archiv des Todes (Fernsehserie, 4 Episoden)
- 1981: Darf ich Petruschka zu dir sagen?
- 1982: Benno macht Geschichten (Fernseh-Zweiteiler)
- 1983: Frühlingssinfonie
- 1983: Märkische Chronik (Fernsehserie, 1 Episode)
- 1985: Hälfte des Lebens
- 1986: Rabenvater
- 1986: Zahn um Zahn (Fernsehserie, 1 Episode)
- 1989: Die gläserne Fackel (Fernseh-Mehrteiler)
- 1989: Polizeiruf 110: Variante Tramper (Fernsehreihe)
- 1989: Polizeiruf 110: Drei Flaschen Tokajer
- 1990: Polizeiruf 110: Ball der einsamen Herzen
- 1990: Spreewaldfamilie (Fernsehserie, 1 Episode)